# Jakub Penson

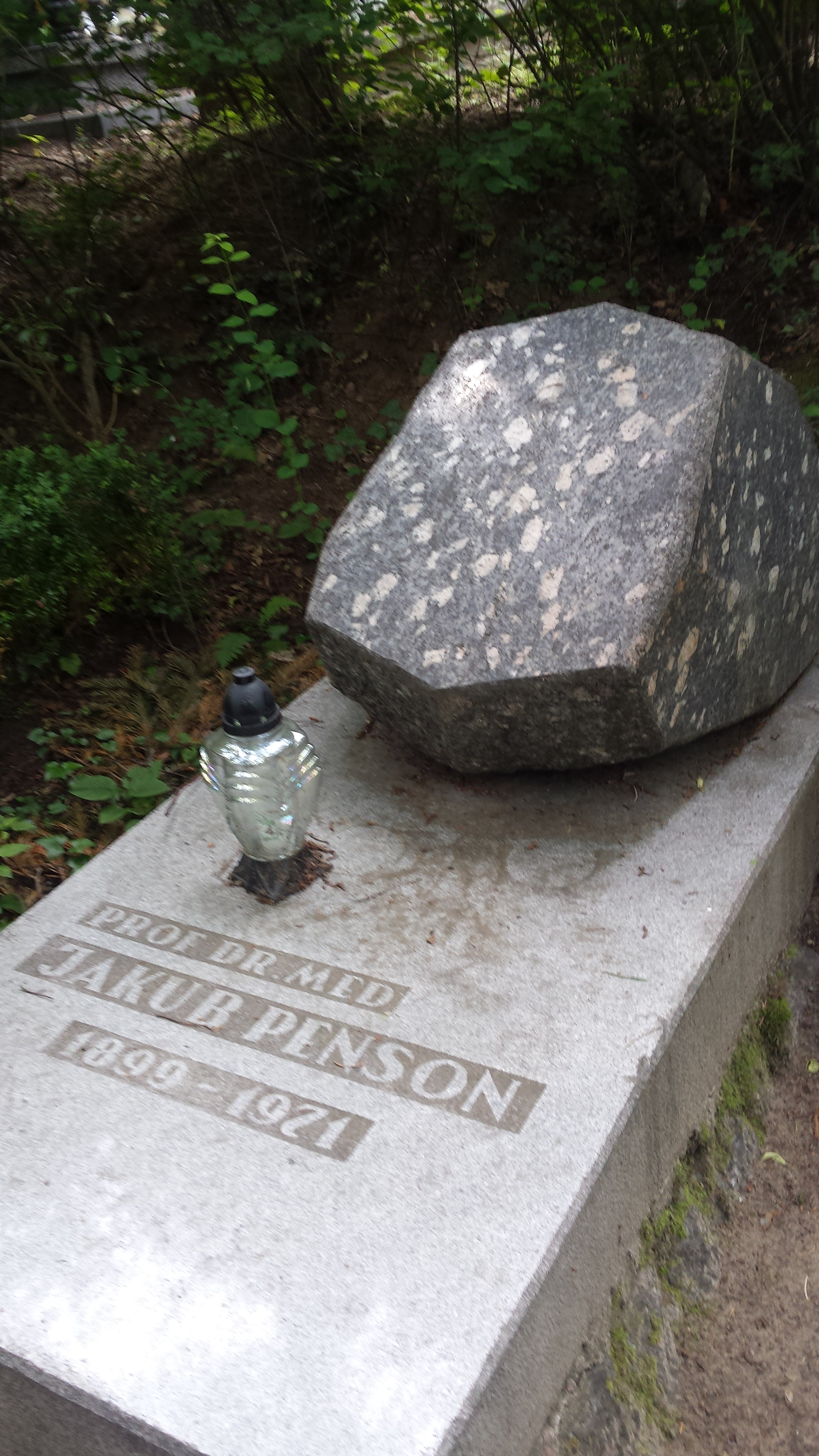
Grób Jakuba Pensona na cmentarzu Srebrzysko w Gdańsku

Jakub Penson (ur. 23 kwietnia 1899 w Płocku, zm. 28 kwietnia 1971 w Warszawie) – polski lekarz, profesor nauk medycznych, współtwórca polskiej nefrologii, rektor Akademii Medycznej w Gdańsku.

## Życiorys
Był synem kupca Samuela (Stanisława) i Itty z Landauów. Świadectwo dojrzałości otrzymał w gimnazjum w Płocku w 1918. Do 1921 służył jako ochotnik w Wojsku Polskim. Podjął następnie studia na Wydziale Lekarskim Uniwersytetu Warszawskiego, które ukończył w 1927. Jako doktor wszech nauk lekarskich podjął pracę w I Klinice Chorób Wewnętrznych na UW. W 1929 został zatrudniony w Szpitalu Starozakonnych w Warszawie, od 1941 pracował w tej placówce przeniesionej do getta warszawskiego, z którego udało mu się uciec w 1942. Prowadził badania nad m.in. tyfusem plamistym, opisał objawy ostrej niewydolności nerek związanej z tą chorobą.
W 1945 został lekarzem w Klinice Chorób Wewnętrznych Uniwersytetu Łódzkiego. W 1948 uzyskał stopień doktora habilitowanego, w 1949 otrzymał tytuł profesora nauk medycznych. W 1949 przeszedł do Akademii Medycznej w Gdańsku, kierował tam klinikami, był prorektorem (1953–1956), a w latach 1953–1956 oraz 1962–1968 rektorem AMG.

## Życie prywatne
Był dwukrotnie żonaty – z Marią Ney i następnie z Joanną Muszkowską. Pochowany na cmentarzu Srebrzysko w Gdańsku (rejon IX, kwatera profesorów).

## Odznaczenia
- Order Sztandaru Pracy II klasy (1964)[4]
- Krzyż Oficerski Orderu Odrodzenia Polski (1956)[5]
- Złoty Krzyż Zasługi (1954)[1]
- Medal 10-lecia Polski Ludowej (1955)[6]